# Ramón de Navia-Osorio y Castropol
Ramón de Navia-Osorio y Castropol (Las Caldas, Priorio, 9 de febrero de 1877 - Cartagena, 20 de octubre de 1936) fue un militar y político español, natural de Asturias.

## Biografía
Fue el tercer hijo de José María de Navia-Osorio y Campomanes, X marqués de Santa Cruz de Marcenado. Ingresó en la Armada Española y siendo guardiamarina sobrevivió a la batalla naval de Santiago a bordo del crucero Almirante Oquendo, alcanzando las costas cubanas a nado después de su hundimiento. Fue diputado a Cortes en 1918 por el distrito de Castropol, derrotando en esos comicios al conocido líder del reformismo español, el también asturiano Melquíades Álvarez, ocupaba Ramón en aquella época el empleo de teniente de navío. En su trayectoria como marino fue segundo comandante del crucero Blas de Lezo y comandante del cañonero Canalejas, del crucero República y de la Estación torpedista de Cartagena.

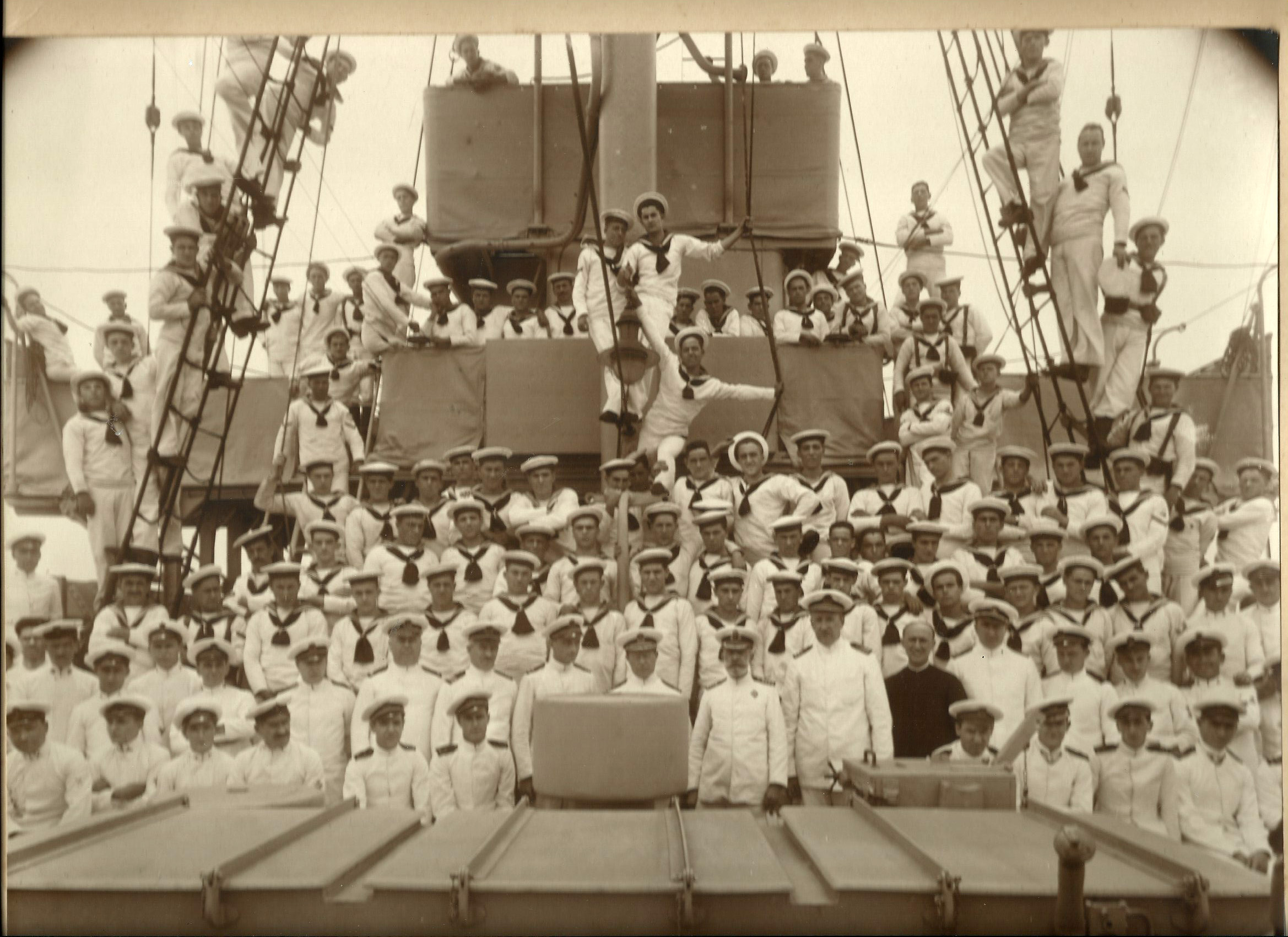
Ramón de Navia-Osorio Castropol con la tripulación del Blas de Lezo en Manila

Alcanzó el grado de contraalmirante el 27 de diciembre de 1934 y con dicho grado fue segundo jefe del Estado Mayor de la Marina y jefe del Departamento de Cartagena, puesto del que fue cesado el 21 de mayo de 1936.
Se sumó a la sublevación del 18 de julio de 1936. Habiendo fracasado el mismo en la ciudad de Cartagena fue arrestado, no sin antes haber intentado que toda la flota a su mando zarpara del puerto. Fue fusilado en una saca de presos el 20 de octubre de 1936.